# 今井源衛
今井 源衛（いまい げんえ、1919年2月16日 - 2004年8月12日）は、日本の国文学者。学位は、文学博士（九州大学・論文博士・1971年）（学位論文「王朝文学の研究」）。九州大学名誉教授、梅光女学院大学名誉教授。1989年勲二等瑞宝章受章。

## 略歴
三重県四日市市に生まれる。1943年第一高等学校卒業、1947年東京大学国文科卒業、大学院進学、高校教師を経て、1953年清泉女子大学助教授、1956年九州大学助教授、1971年「王朝文学の研究」で、九州大学より文学博士の学位を取得、教授昇任。1978年文学部学部長、1982年定年退官、梅光女学院大学教授。1989年勲二等瑞宝章受章。
『源氏物語』をはじめ、王朝物語研究における一方の雄だが、日本古典のレズビアン物語とされる『我身にたどる姫君』の訳註を行ったり、論文「女の書く物語はレイプからはじまる」（『王朝の物語と漢詩文』収録）で、『源氏』などのセックスの多くは強姦であると論じて、三田村雅子らの反論を呼んだ、大胆さをもった研究者であった。
2003年より『今井源衛著作集』が刊行（長年の中断をはさみ）2019年に全14巻で完結した。
孫の今井憲一郎はインターネットコメディアン“流刑地”として活動している。

## 著書
- 『源氏物語の研究』未來社 1962
- 『紫式部』吉川弘文館・人物叢書 1966、新装版1985
- 『花山院の生涯』桜楓社 1968
- 『王朝文学の研究』角川書店 1970
- 『紫林照径 源氏物語の新研究』角川書店 1979
- 『国文学やぶにらみ』和泉書院 1981
- 『王朝の歌人3 在原業平』集英社 1985
- 『王朝末期物語論』桜楓社 1986
- 『源氏物語の思念』笠間書院 1987
- 『王朝の物語と漢詩文』笠間書院 1990
- 『源氏物語への招待』小学館 1992、小学館ライブラリー 1997
- 『紫林残照 続国文学やぶにらみ』笠間書院 1993

### 著作集
- 『今井源衛著作集』全14巻、笠間書院 2003‐2019

1. 王朝文学と源氏物語
2. 源氏物語登場人物論
3. 紫式部の生涯
4. 源氏物語文献考
5. 源氏物語の鑑賞・研究 一
6. 源氏物語の鑑賞・研究 二
7. 在原業平と伊勢物語
8. 漢詩文と平安朝文学
9. 花山院と清少納言
10. 平安中後期の物語と大鏡
11. 王朝末期の物語
12. 評論・随想
13. 依田学海とその周辺
14. 平安朝文学文献考

### 校注・訳註
- 『日本古典文学全集 源氏物語』秋山虔・阿部秋生共編 小学館、1970‐76、新版2008ほか
- 『年中行事の文芸学』山中裕編、弘文堂 1981
- 依田学海『墨水別墅雑録』吉川弘文館 1987。「漢文日記」の校訂
- 『我身にたどる姫君』全7巻、春秋会共著 桜楓社 1983
- 『大和物語評釈』上下 笠間書院 1999-2000